# Tapenade

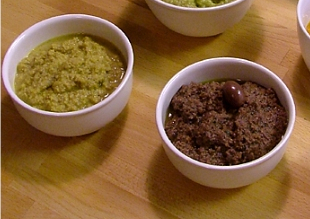
Grön och svart tapenade.

Tapenade är en sydfransk sås som bland annat består av hackade oliver, sardeller, kapris, vitlök och olivolja. Namnet tapenade kommer av det provensalska språket occitanska: tapena, som betyder kapris. Tapenade är populärt i södra Frankrike och äts ofta där som Hors-d'œuvre bredd på en kanapé, baguette eller ciabatta eller som dipp med grönsaksstavar. Tapenade kan även användas som fyllning i filéer.

## Historik
Olivröror har ätits och varit populära runt Medelhavet sedan antiken. Det finns beskrivningar i Lucius Junius Moderatus Columellas bok De Re Rustica, ungefär Om jordbruk från första århundradet.
Den franska kocken och nedtecknaren av provensalsk kokkonst, Jean-Baptiste Reboul, menar att den första röran som kallades tapenade gjordes 1880 av kocken Meynier på restaurangen Maison Dorée i Marseille. Då var basen kapris, 30 procent svarta oliver och smaksättningen tonfisk, sardeller, rom, senap och muskot.

## Ingredienser
Tapenadens basingrediens är oliver. Oliverna (oftast svarta) och kapris stöts i mortel eller hackas fint. Olivolja rörs sakta i tills blandningen blir en pasta. Tapenaden kan smaksättas med bland annat pressad citron, vitlök, sardeller, vitpeppar, örter (exempelvis basilika, timjan, rosmarin, oregano) och cognac.